# Pobyłkowo Małe (wieś)
Pobyłkowo Małe – wieś w Polsce położona w województwie mazowieckim, w powiecie pułtuskim, w gminie Pokrzywnica. Ma status sołectwa. Przez miejscowość przepływa rzeka Klusówka.
W latach 1975–1998 miejscowość administracyjnie należała do województwa ciechanowskiego.

## Historia
Najwcześniejsze źródła wspominają o istnieniu Pobyłkowa w 1240 roku jako Pobelcouo, od początków XIII wieku własność biskupów płockich. W XVIII wieku nastąpił rozdział Pobyłkowa na Pobyłkowo Małe i Pobyłkowo Duże (Wielkie). W okresie tym istniały wieś i folwark o tej nazwie. Wieś znajdowała się wówczas w kluczu trzepowskim dóbr przednarwiańskich biskupstwa płockiego, a następnie stała się jako wieś zarobna częścią klucza pobyłkowskiego, do którego należały także folwarki Pobyłkowo Małe, Pobyłkowo Duże i Trzepowo, wsie zarobne Pobyłkowo Duże, Budy Pobyłkowskie, Budy Trzepowskie, Trzepowo oraz młyn Klusek. W dokumentach historycznych dla wsi odnotowuje się także nazwę Pobyłków. W 1827 roku w Pobyłkowie Małym znajdowało się 12 domów, a populacja wynosiła 83 mieszkańców.
W 1830 roku Pobyłkowo kupił Jakub Fryderyk Hoffman, profesor Uniwersytetu Warszawskiego, twórca jego ogrodu botanicznego, a po nim do 1876 roku dobrami pobyłkowskymi władał jego syn Tytus Hoffmann, członek Towarzystwa Rolniczego i nauczyciel. Historycznie w Pobyłkowie Małym mieściło się także wójtostwo, którego ostatnim dziedzicem i właścicielem był Długołęcki, po którego śmierci grunta włączono w skład folwarku w Pobyłkowie Dużym. Do czasu II wojny światowej we wsi znajdował się dworek, który w 1905 roku otrzymał nagrodę Tygodnika Ilustrowanego na wystawie "Dwór polski" w Salonie Sztuk Pięknych Aleksandra Krywulta.
Ostatnimi przedwojennymi właścicielami Pobyłkowa Małego była rodzina Dłużewskich - Józef i Jadwiga, a następnie ich syn Karol. W 1936 część terenów Pobyłkowa zostało poddanych przymusowej parcelacji, natomiast sam Dłużewski został rozstrzelany przez Niemców we wrześniu 1939 roku w publicznej egzekucji.
W czasie walk w 1944 roku wieś uległa dużym zniszczeniom. W czasach powojennych we wsi zorganizowano Państwowe Gospodarstwo Rolne. Po jego likwidacji w dawnych budynkach gospodarczych (wcześniejszej siedzibie Stacji Maszynowo-Traktorowej) do 2019 roku funkcjonowało przedsiębiorstwo produkcji styropianu Polexim.

## Demografia
Dane za rok 2011:
| Opis      | Ogółem | Ogółem | Kobiety | Kobiety | Mężczyźni | Mężczyźni |
| --------- | ------ | ------ | ------- | ------- | --------- | --------- |
| jednostka | osób   | %      | osób    | %       | osób      | %         |
| populacja | 354    | 100    | 173     | 48,9    | 181       | 51,1      |